# Habenaria helicoplectrum
Habenaria helicoplectrum är en orkidéart som beskrevs av Victor Samuel Summerhayes. Habenaria helicoplectrum ingår i släktet Habenaria och familjen orkidéer. Inga underarter finns listade i Catalogue of Life.